# Djúpahlein
Djúpahlein är en udde i republiken Island.   Den ligger i regionen Västfjordarna, i den nordvästra delen av landet, 210 km norr om huvudstaden Reykjavík.
Terrängen inåt land är platt åt nordväst, men åt sydväst är den kuperad. Havet är nära Djúpahlein åt sydost.